# Différentiabilité en moyenne quadratique (statistiques)
La différentiabilité en moyenne quadratique est une propriété de certains modèles statistiques introduite par Lucien Le Cam, détaillée dans un article de 1970. La différentiabilité en moyenne quadratique d'un modèle garantit certains résultats asymptotiques, tels que la normalité asymptotique de l'estimateur du maximum de vraisemblance associé, ou la normalité asymptotique locale.

## Définition
Soit {\displaystyle P_{\theta }} un modèle statistique dépendant d'un paramètre {\displaystyle \theta \in \mathbb {R} ^{k}} de dimension {\displaystyle k\in \mathbb {N} ^{*}}, générant une variable aléatoire {\displaystyle X} dans un espace {\displaystyle {\mathcal {X}}}. Notons {\displaystyle p(\theta _{0};x)} la vraisemblance d'une observation {\displaystyle x} sous ce modèle avec une valeur {\displaystyle \theta _{0}} du paramètre {\displaystyle \theta }.
Le modèle {\displaystyle P_{\theta }} est dit différentiable en moyenne quadratique en {\displaystyle \theta _{0}} s'il existe une fonction mesurable {\displaystyle s:\mathbb {R} ^{k}\times {\mathcal {X}}\mapsto \mathbb {R} } telle que, pour tout {\displaystyle h} de {\displaystyle \mathbb {R} ^{k}} dans un voisinage de 0,
{\displaystyle \int _{\mathcal {X}}\left[{\sqrt {p\left(\theta _{0}+h;x\right)}}-{\sqrt {p(\theta _{0};x)}}-{\frac {1}{2}}h^{T}s(\theta _{0},x){\sqrt {p(\theta _{0};x)}}\right]^{2}\,dx=o(||h||^{2})\,}.

### Remarques
- Dans la plupart des cas, la fonction {\displaystyle s} correspond à la dérivée de la log-vraisemblance : {\displaystyle s\left(\theta ;x\right)={\frac {\partial }{\partial \theta }}\log \left(p\left(\theta ;x\right)\right)}, souvent appelée fonction score du modèle. En effet, lorsque {\displaystyle p(\theta _{0};x)} est dérivable par rapport à {\displaystyle \theta }, {\displaystyle {\frac {1}{2}}s(\theta _{0},x){\sqrt {p(\theta _{0};x)}}} correspond généralement à la dérivée de {\displaystyle {\sqrt {p\left(\theta _{0};x\right)}}} par rapport à  {\displaystyle \theta }, c'est-à-dire à {\displaystyle {\frac {1}{2}}{\frac {\partial }{\partial \theta }}p(\theta _{0};x)/{\sqrt {p(\theta _{0};x)}}={\frac {1}{2}}{\frac {\partial }{\partial \theta }}\log \left(p(\theta _{0};x)\right){\sqrt {p(\theta _{0};x)}}}.
- Cette définition désigne en réalité la différentiabilité en moyenne quadratique de la racine carrée de la vraisemblance de ce modèle. Pour être rigoureux, il faudrait donc parler d'un modèle dont la racine carrée de la vraisemblance est différentiable en moyenne quadratique. Cependant, l'appellation différentiabilité en moyenne quadratique est plus concise et plus couramment utilisée.

### Différentiabilité dans l'espace L2
Comme dit précédemment, la différentiabilité en moyenne quadratique d'une loi de probabilité correspond en réalité à la différentiabilité de la racine carrée de la vraisemblance dans l'espace des fonctions {\displaystyle L^{2}} (fonctions dont le carré est intégrable) muni de la norme 2.
Pour mieux voir cela, considérons une loi de probabilité dépendant d'un paramètre {\displaystyle \theta \in \mathbb {R} ^{k}}, dont nous noterons la vraisemblance {\displaystyle p_{\theta }(x)}.
La racine carrée de cette vraisemblance peut être vue comme une application qui, à une valeur de paramètre {\displaystyle \theta } fait correspondre une fonction {\displaystyle {\sqrt {p_{\theta }}}:x\mapsto {\sqrt {p_{\theta }(x)}}} dont le carré est intégrable (d'intégrale 1 puisque {\displaystyle p_{\theta }} est une densité), c'est-à-dire un élément de {\displaystyle L^{2}} : 
{\displaystyle {\sqrt {p}}\,:\,\,{\begin{array}{rcc}\mathbb {R} ^{k}&\to &L^{2}\\\theta &\mapsto &{\sqrt {p_{\theta }}}\end{array}}}.
Cette application est différentiable dans {\displaystyle L^{2}} en {\displaystyle \theta _{0}} s'il existe un élément {\displaystyle Dp_{\theta _{0}}} de  {\displaystyle L^{2}} tel que pour tout {\displaystyle h} dans un voisinage de {\displaystyle 0}, {\displaystyle {\sqrt {p_{\theta _{0}+h}}}={\sqrt {p_{\theta _{0}}}}+h\cdot Dp_{\theta _{0}}+o(h)} lorsque h tend vers 0. Cette égalité porte sur des fonctions de  {\displaystyle L^{2}}, le terme {\displaystyle o(h)} désigne donc ici une fonction dont la norme 2 est négligeable devant {\displaystyle h} . Cette égalité peut donc se réécrire comme 
{\displaystyle {\sqrt {\int _{x}\left({\sqrt {p_{\theta _{0}+h}(x)}}-{\sqrt {p_{\theta _{0}}(x)}}-Dp_{\theta }(x)\right)^{2}\,dx}}=o(h)} .

## Exemples
Une démarche classique pour montrer la différentiabilité en moyenne quadratique d'une loi de probabilité est la suivante :
- Effectuer un développement limité de la racine carrée de la vraisemblance: {\displaystyle {\sqrt {p(x;\theta +h)}}={\sqrt {p(x;\theta )}}+{\frac {h}{2}}s(x;\theta ){\sqrt {p(x;\theta )}}+o\left(h\right)},
- Montrer que {\displaystyle \left({\sqrt {p(x;\theta +h)}}-{\sqrt {p(x;\theta )}}-{\frac {h}{2}}s(x;\theta ){\sqrt {p(x;\theta )}}\right)^{2}/h^{2}} peut être dominé par une fonction {\displaystyle g(x;\theta )}, intégrable et indépendante de {\displaystyle h}, pour tout {\displaystyle h} dans un voisinage de 0, (par exemple en utilisant la dérivée seconde de la racine carrée de la vraisemblance et l'inégalité de Taylor-Lagrange),
- Conclure en utilisant le théorème de convergence dominée.

### Distribution exponentielle
La loi exponentielle, paramétrée par sa moyenne {\displaystyle \theta }, ou par son intensité {\displaystyle \lambda }, est différentiable en moyenne quadratique en toute valeur du paramètre différent de 0. La fonction score associée est {\displaystyle s(\theta ;x)={\frac {x-\theta }{\theta ^{2}}}}.

### Contre exemple
La loi uniforme sur l'intervalle {\displaystyle [0\,;\theta ]} n'est pas différentiable en moyenne quadratique. En effet, lorsque {\displaystyle X_{1},\ldots ,X_{n}} sont générés de façon iid suivant une loi uniforme sur  {\displaystyle [0\,;\theta ]}, l'estimateur du maximum de vraisemblance de {\displaystyle \theta } est donné par {\displaystyle {\hat {\theta }}=\max\{X_{1},\ldots ,X_{n}\}} et n'est pas asymptotiquement normal. Or l'estimateur du maximum de vraisemblance associé à un modèle différentiable en moyenne quadratique est nécessairement asymptotiquement normal.

## Propriétés

### Normalité asymptotique du maximum de vraisemblance
Si des échantillons aléatoires de tailles {\displaystyle n}, {\displaystyle X_{1},\ldots ,X_{n}}, sont générés de manière iid selon une loi de probabilité {\displaystyle p_{\theta }} différentiable en moyenne quadratique, alors l'estimateur du maximum de vraisemblance est asymptotiquement normal avec pour variance asymptotique l'inverse de l'information de Fisher. Plus précisément, lorsque {\displaystyle n} tend vers l'infini, 
{\displaystyle {\sqrt {n}}\left({\hat {\theta }}_{MV}-\theta \right)\xrightarrow {\mathcal {L}} {\mathcal {N}}\left(0,J_{\theta }^{-1}\right)}
où {\displaystyle {\hat {\theta }}_{MV}} est l'estimateur du maximum de vraisemblance, défini comme {\displaystyle {\hat {\theta }}_{MV}={\textrm {argmax}}_{\theta }\left\{\sum _{i=1}^{n}\log \left(p_{\theta }(X_{i})\right)\right\}}, {\displaystyle J_{\theta }} désigne l'information de Fisher définie comme {\displaystyle J_{\theta }=\mathrm {var} \left[{\frac {\partial }{\partial \theta }}\log(p_{\theta }(X))\right]} et où  {\displaystyle \xrightarrow {\mathcal {L}} }  désigne la convergence en loi.

### Normalité asymptotique locale
Une loi de probabilité {\displaystyle p_{\theta }} différentiable en moyenne quadratique donne un modèle statistique localement asymptotiquement normal lorsqu'on génère des données iid selon cette loi.